# La Marseillaise
La Marseillaise (A Marselhesa, em português) é o hino nacional da França. Foi composto pelo oficial Claude Joseph Rouget de Lisle em 1792, da divisão de Estrasburgo, como canção revolucionária. A canção adquiriu grande popularidade durante a Revolução Francesa, especialmente entre as unidades do exército de Marselha, ficando conhecida como A Marselhesa.
Seu título era originalmente Canto de Guerra para o Exército do Reno. O hino foi composto por Rouget de Lisle, oficial do exército francês e músico autodidata, a pedido do prefeito de Estrasburgo, Philippe-Frédéric de Dietrich, dias depois da declaração de guerra ao imperador da Áustria, em 25 de abril de 1792. O canto deveria ser um estímulo para encorajar os soldados no combate de fronteira, na região do rio Reno.
A canção obteve sucesso imediato e em pouco tempo, por intermédio de viajantes, chegou à Provença, no sudeste da França. Um mês depois, a canção chegava a Paris com os soldados federados marselheses, que a cantaram durante todo o percurso. Desde então, passou a ser associada à cidade de Marselha. No dia 4 de agosto o jornal La Chronique de Paris evocou o canto dos marselheses, e seis dias depois ele seria entoado durante a famosa tomada do Palácio das Tulherias.
Em 20 de setembro de 1792, o exército revolucionário, comandado pelo general Dumouriez, venceu a Batalha de Valmy, travada contra a nobreza francesa e seus aliados austríacos e prussianos, que tentavam derrubar o regime instaurado em 1789. Na ocasião, Servan de Gerbey, ministro da Guerra da França, escreveu a Dumouriez: "O hino conhecido pelo nome de La Marseillaise é o Te Deum da República".
Em 1795, foi instituída pela Convenção como hino nacional.
Napoleão Bonaparte baniu A Marselhesa durante o império, assim como Luís XVIII na segunda restauração, devido ao seu caráter revolucionário. A revolução de 1830 restabeleceu-lhe o status de hino nacional, sendo inclusive reorquestrada por Hector Berlioz na década de 1830. Entretanto, Napoleão III tornaria a banir a canção até que, em 1879, com a instauração da III República, a canção foi definitivamente confirmada como o hino nacional francês, ato esse reafirmado nas constituições de 1946 e 1958.
Em 1881, o militante anticlerical Leo Taxil escreveu uma música em defesa da laicidade e da democracia liberal na França. A música usava a melodia de A Marselhesa e, por conta disso, ficou conhecida como A Marselhesa Anticlerical.
Não se sabe se Claude Joseph Rouget de Lisle, o autor de A Marselhesa, se inspirou, de algum modo, no primeiro andamento do Concerto n.º 25, em C major (K. 503) de Wolfgang Amadeus Mozart, datado de 1786, para realizar a melodia de A Marselhesa, porque, na verdade, existem algumas ressonâncias.
Mais tarde, em 1880, com base em A Marselhesa, Piotr Ilitch Tchaikovski escreveu uma peça orquestral, a Abertura 1812, para comemorar a vitória russa sobre Napoleão, fazendo sobressair musicalmente temas de música russa tradicional junto à melodia de A Marselhesa, com o intuito de ilustrar precisamente essa vitória.
Na Revolução de 1917, os revolucionários adotaram para a Rússia um hino provisório denominado A Marselhesa Operária, que durou de outubro 1917 a meados de 1918, e que possuía uma adaptação da melodia de A Marselhesa.

## Letra
Em geral, somente a primeira e a sexta estrofes e o refrão são cantados atualmente na França. Existem algumas pequenas diferenças históricas entre várias versões da letra.

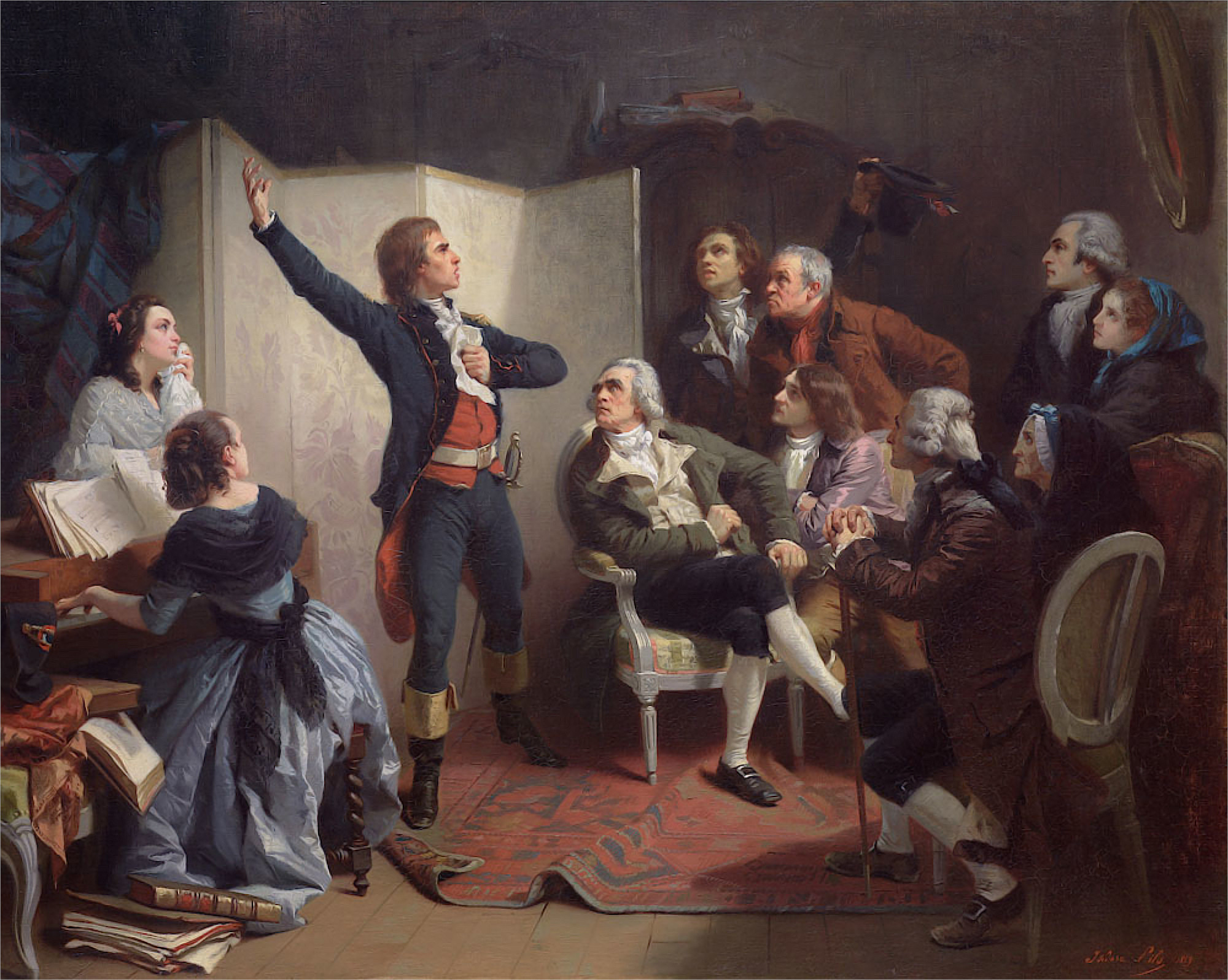
Rouget de Lisle canta a Marseillaise na casa do prefeito de Estrasburgo
- La Marseillaise (1907)
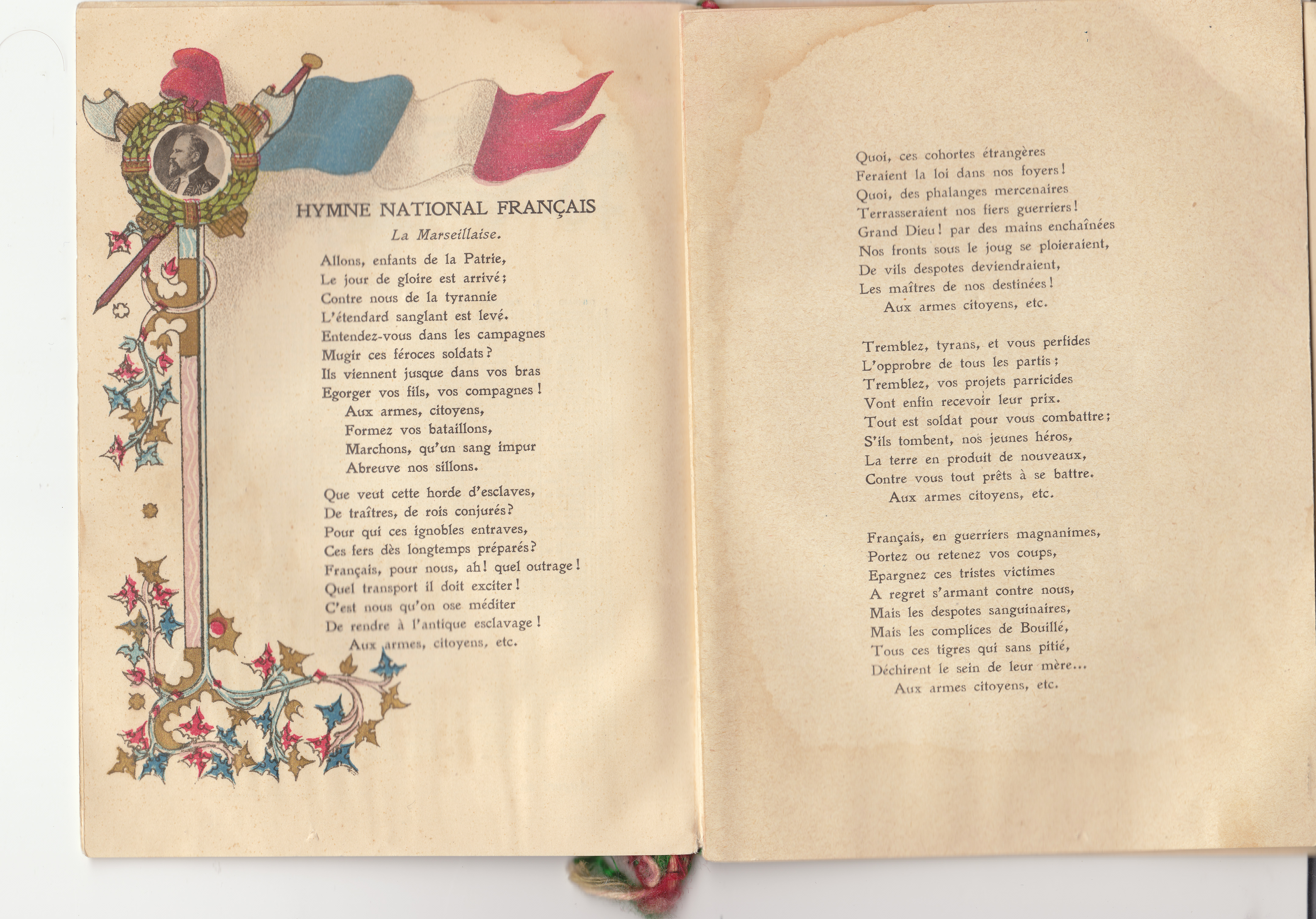
Letra do hino com adornos de simbologia nacional francesa